# Tuana Naz Tiryaki
Tuana Naz Tiryaki (* 20. Oktober 2006 in Istanbul) ist eine türkische Kinderdarstellerin. Bekannt wurde sie durch die Serien Tozkoparan und die Fortsetzungsserie Tozkoparan İskender.

## Leben und Karriere
Tiryaki wurde am 20. Oktober 2006 in Istanbul geboren. Tiryakis Familie kommt väterlicherseits aus Giresun. Sie lernte das Schauspiel an der  Sadri Alışık Kültür Merkezi. Ihr Debüt gab sie 2015 in Baba Candır. Danach spielte Tiryaki 2016 in der Serie Gecenin Kraliçesi mit. Anschließend trat sie 2017 in der Serie Kalp Atışı auf. Ihr erster Film war İki, das  im selben Jahr erschien. Unter anderem bekam sie 2018 eine Rolle in der Fernsehserie Mehmed: Bir Cihan Fatihi. Danach spielte Tiryaki in Şahsiyet mit. Ihre erste Hauptrolle bekam sie in Tozkoparan. 2021 spielte sie in der Fortsetzungsserie Tozkoparan İskender als Hauptdarstellerin mit.

## Filmografie
Filme
- 2017: İki

Serien
- 2015: Baba Candır
- 2016: Gecenin Kraliçesi
- 2017: Kalp Atışı
- 2018: Mehmed: Bir Cihan Fatihi
- 2018: Şahsiyet
- 2018–2020: Tozkoparan
- 2021: Tozkoparan İskender